# Cornelis Ascanius van Sypesteyn (1823-1892)
Jhr. Cornelis Ascanius van Sypesteyn (Haarlem, 19 maart 1823 - Den Haag, 24 september 1892) was een Nederlands militair, ambtenaar, politicus en koloniaal bestuurder.

## Biografie
Van Sypesteyn, de broer van Jan Willem van Sypesteyn, ging in de krijgsdienst en werd in 1842 2e luitenant bij de artillerie. Tussen 1846 en 1850 was hij adjudant van de gouverneur van West-Indië. Hij werd in 1851 1e luitenant en vervolgens nogmaals voor drie jaar in de West gedetacheerd. In 1858 bevorderd tot kapitein, werd Van Sypesteyn in 1859 op verzoek eervol ontslagen en vervolgens vanaf 1862 ambtenaar bij het departement van Koloniën, eerst een jaar als commies en daarna nog vier jaar als referendaris.
Zijn politieke loopbaan begon in 1865 als lid van de gemeenteraad van Den Haag. Twee jaar later werd hij, in de kieskring 's-Gravenhage, verkozen tot Tweede Kamerlid. Hij hield zich daar haast uitsluitend bezig met koloniale aangelegenheden.
In 1873 zegde hij beide functies op voor het gouverneurschap van de kolonie Suriname. Van Sypesteyn zou ruim negen jaar, van augustus 1873 tot november 1882, gouverneur blijven. Een van de belangrijkste verwezenlijkingen tijdens zijn bewind is de invoering per 8 december 1876 van een algemene leerplicht voor kinderen van zeven tot twaalf jaar. Suriname was daarmee het eerste gebied in het Koninkrijk waar een leerplicht geldt, Nederland zelf volgt pas in 1901. Ascanius van Sypesteyn was aangesloten bij de vrijmetselarij in Suriname.
In Den Haag teruggekeerd, bleef hij actief in ambtelijke kringen en hij werd in 1885 wederom gemeenteraadslid, wat hij zou blijven tot zijn dood in 1892.